# Corallistes australis
Corallistes australis är en svampdjursart som beskrevs av Schlacher-Hoenlinger, Pisera och Hooper 2005. Corallistes australis ingår i släktet Corallistes och familjen Corallistidae.
Artens utbredningsområde är havet kring Nya Kaledonien. Inga underarter finns listade i Catalogue of Life.